# Aneignung (Recht)
Aneignung (auch Okkupation) ist nach deutschem Sachenrecht der originäre Eigentumserwerb an einer herrenlosen Sache.

## Allgemeines
Zum originären Eigentumserwerb gehören neben der Aneignung noch die Ersitzung, Verbindung, Vermischung und Verarbeitung.

## Voraussetzungen
Die Aneignung herrenloser beweglicher Sachen ist im deutschen Recht in § 958 bis § 964 BGB geregelt. Als herrenlose Sache gelten alle Sachen, an denen derzeit kein Eigentum (mehr) besteht. Herrenlos sind auch die beweglichen Sachen, an denen der vorherige Eigentümer das Eigentum durch Willenserklärung und Aufgabe des Besitzes aufgegeben hat.
Eigentümer durch Aneignung wird, wer eine herrenlose Sache okkupiert, das heißt in Eigenbesitz nimmt. Der Eigenbesitzer besitzt die herrenlose Sache „als ihm gehörend“ (§ 872 BGB; animus domini). Es handelt sich dabei nicht um ein Rechtsgeschäft, sondern um einen Realakt, so dass auch nicht geschäftsfähige Personen sich eine Sache aneignen können. Sie müssen dazu nur die natürliche Fähigkeit besitzen, über eine Sache die tatsächliche Herrschaft mit dem Willen auszuüben, sie als eigene zu besitzen. Voraussetzung für eine Aneignung ist jedoch, dass das Aneignungsrecht nicht kraft Gesetzes jemand anderem zusteht wie im Jagd- und Fischereirecht. Ein Aneignungsrecht steht hier lediglich dem Grundstückseigentümer zu. Es sind dies insbesondere wilde, in Freiheit lebende Tiere. Bei diesen steht aber, soweit es sich um jagdbares Wild handelt, das Aneignungsrecht allein dem Jagdausübungsberechtigten zu. Das gilt auch für Fische in Binnengewässern und Teichen. Ein Bienenschwarm wird herrenlos, sobald er aus seinem Stock auszieht und der Eigentümer die Verfolgung nicht unverzüglich aufnimmt oder die Verfolgung aufgibt (§ 961 BGB). Nimmt der Berechtigte den Fang in Besitz, wird er auch Eigentümer. Der Wilderer hingegen erlangt hieran durch unberechtigte Aneignung kein Eigentum, vielmehr bleiben diese Tiere herrenlos.

## Aneignung bei Abfall
Kompliziert ist die Lösung der Alltagsfrage im Hinblick auf die Bereitstellung der Mülltonnen oder das Abstellen von Sperrmüll für die Müllabfuhr. Dabei sind nach dem Abfallrecht nur diejenigen Abfälle herrenlos, für die es keinen Abfallbesitzer gibt (z. B. § 3 Abs. 6 brandenburgisches Kreislaufwirtschafts- und Bodenschutzgesetz). Als Abfallbesitzer gilt jede natürliche oder juristische Person, die tatsächliche Sachherrschaft über Abfälle hat; das sind meist öffentlich-rechtliche Entsorgungsträger. Herrenlos ist damit nur derjenige Abfall, der auf den für die Allgemeinheit frei zugänglichen Grundstücken verbotswidrig abgelagert wird. Sperrmüll ist nur dann herrenlos, wenn er nicht Teil von öffentlichen Sammelaktionen im Rahmen einer Sperrmüllabholung darstellt. Ob allerdings aus § 3 KrWG ein Dereliktionsverbot abgeleitet werden kann, ist umstritten. In der Regel wird mit der Abfallentstehung die Einforderung einer öffentlichen Dienstleistung nach dem Abfallgesetz verbunden sein. Die zivilrechtliche Dereliktion und die abfallrechtliche Entledigung stimmen deshalb meistens nicht überein. Wirft jemand achtlos eine Sache weg, so ist dies abfallrechtlich unzulässig, da Abfälle immer einem Entsorgungspflichtigen zu überlassen sind (§ 3 Abs. 1 KrWG); zivilrechtlich ist die Person aber nicht gehindert, ihr Eigentum und ihren Besitz hieran jederzeit aufzugeben.

## Folgen
Wegen der vielen Ausnahmen ist die freie Aneignung herrenloser Sachen fast nur noch bei wertlosen Sachen möglich (eingeschränkt bei Müll und Sperrmüll). Die freie Aneignung wirtschaftlich wertvoller Sachen ist auf die Fischerei im offenen Meer und Küstengewässer beschränkt.

## Irrtümer
Eignet sich jemand eine Sache an, von der er irrig meint, sie sei herrenlos, sie gehört aber in Wirklichkeit jemand anderem, so handelt es sich um besitzlose Sachen. Entweder gilt der Aneignende als Finder (bei verlorengegangenen Sachen), Wilderer (bei Fischen in stehenden Gewässern und jagdbarem Wild) oder Schatzfinder. In diesen Fällen hat der wirkliche Eigentümer, dem nur der Besitz abhandengekommen ist, einen Herausgabeanspruch (§ 985 BGB) bzw. beim Schatz die Hälfte in Form eines Miteigentumsanteils am Fund (§ 984 BGB).
Abweichende Vorschriften gelten in Deutschland für die Aneignung von Grundstücken (§ 928 Abs. 2 BGB). Das Aneignungsrecht steht dort dem Fiskus zu.

## International
Da auch in Österreich die Herrenlosigkeit bekannt ist, besteht auch ein Recht der „Zueignung“ (= Aneignung). Herrenlose Sachen werden in Österreich „freistehende Sachen“ genannt (§ 386 ABGB). Sachen, die nur zum Gebrauch überlassen werden (wie Straßen, Flüsse, Seehäfen und Meeresufer [!]) heißen hier öffentliches Gut. Herrenlosigkeit entsteht auch durch eine erblose Verlassenschaft. In Österreich können außerdem herrenlose Grundstücke von jedem Staatsbürger angeeignet werden (§ 382 ABGB). Freistehende Sachen können durch Zueignung in Besitz genommen und als die eigene behandelt werden (§ 381 ABGB). Die Preisgabe erfolgt durch Besitzaufgabe, die aus den Umständen eindeutig erkennbar sein muss. Die Beweispflicht obliegt demjenigen, der sich auf die Herrenlosigkeit beruft. In Österreich verhindern Sondervorschriften wie die Abfallbeseitigungs- und Müllabfuhrgesetze die Herrenlosigkeit und damit die Aneignungsfähigkeit des Abfalls, da ein entschädigungsloser Erwerb durch Gemeinden vorgesehen ist.
Zur Dereliktion des Eigentums an einer beweglichen Sache genügt in der Schweiz in objektiver Hinsicht das willentliche Preisgeben und Verlassen der Sache. Gemäß dem Publizitätsprinzip muss die Besitzaufgabe tatsächlich und definitiv durchgeführt werden; dem Aufgebenden darf nach erfolgter Eigentumsaufgabe kein Gewahrsam an der Sache mehr zustehen. Auch bei Grundstücken ist in der Schweiz nach Art. 964 Abs. 1 ZGB die Eintragung erforderlich, ein vorrangiges Aneignungsrecht des Staates ist hingegen unbekannt. Nach Art. 664 ZGB gehören „herrenlose und öffentliche Sachen“ wie Berge, Gletscher und andere kulturunfähige Güter dem Kanton. Anders als in Deutschland ist lediglich die Behandlung von Abfall. In der Schweiz („was weggeworfen wird und nicht für Dritte bestimmt ist, gehört niemanden mehr“) ist jede Art von Abfall herrenlos und kann durch Dritte angeeignet werden. Die Aneignung herrenloser beweglicher Sachen setzt nach Art. 718 ZGB die Besitzergreifung und den Aneignungswillen voraus. Art. 658 ZGB regelt die Aneignung von Grundstücken, wobei nicht wie in Deutschland ein vorrangiges Aneignungsrecht des Staates besteht.